# Пиреньял
Пиренья́л (чув. Пирĕньял) — деревня в Ядринском районе Чувашской Республики. Входит в состав Малокарачкинского сельского поселения.

## География
Находится в северо-западной части Чувашии, на расстоянии приблизительно 22 км на северо-восток по прямой от районного центра города Ядрин.

## История
Известна с 1928 года как выселок, с 1940 года поселок, с 1958 деревня. В 1939 году учтено 35 жителей, в 1979 — 30. В 2010 году было 8 дворов, 2010 — 3 домохозяйства. В 1930 году был образован колхоз «Пирĕн ял», в 2010 действовал СХПК «Заря». Согласно местным данным имеет статус поселка.

## Население
Постоянное население составляло 14 человек (чуваши 86 %) в 2002 году, 4 в 2010.